# Николово (област Хасково)
Вижте пояснителната страница за други значения на Николово.
Николово е село в Южна България. То се намира в община Хасково, област Хасково.

## История
Николово се намира на 24 км от гр. Хасково. В миналото селото е носело името Ески кьой до 1906 г., след което е преименувано в Старо село, а през 1950 г. е преименувано на Николово в чест на комуниста Никола Арнаудов, който в продължение на една година се е укривал в плевня край селото. След като разбрал, че е обкръжен от полицията, комунистът сам сложил край на живота си.
В селото живеят само православни християни. В землището му се намира язовир Тракиец – дълги години снабдявал гр. Хасково с питейна вода. Село Николово има интересна и интригуваща история, която вълнува неговите жители. Историята разказва че най-голямата черква в гр. Хасково – „Света Богородица“ е построена по проекта на църквата на с. Николово. В селото има и музей, в който се пази жив спомена за миналите времена.

## Население
Численост
Численост на населението според преброяванията през годините:
| \| Година на преброяване \| Численост \| \| --------------------- \| --------- \| \| 1934 \| 1519 \| \| 1946 \| 1584 \| \| 1956 \| 1354 \| \| 1965 \| 934 \| \| 1975 \| 728 \| \| 1985 \| 445 \| \| 1992 \| 371 \| \| 2001 \| 324 \| \| 2011 \| 249 \| \| 2021 \| 211 \| |           |
| Година на преброяване | Численост |
| 1934 | 1519      |
| 1946 | 1584      |
| 1956 | 1354      |
| 1965 | 934       |
| 1975 | 728       |
| 1985 | 445       |
| 1992 | 371       |
| 2001 | 324       |
| 2011 | 249       |
| 2021 | 211       |

### Етнически състав
Преброяване на населението през 2011 г.
Численост и дял на етническите групи според преброяването на населението през 2011 г.:
|                     | Численост | Дял (в %) |
| Общо                | 249       | 100       |
| Българи             | 231       | 92,77     |
| Турци               | 5         | 2,00      |
| Цигани              | 8         | 3,21      |
| Други               | 5         | 2,00      |
| Не се самоопределят | 0         | 0         |
| Неотговорили        | 0         | 0         |

## Редовни събития
В края на август (около 28 август в последната събота на месеца) се провежда събор.